# 발레 아우렐리아역
발레 아우렐리아 역(이탈리아어: Valle Aurelia)은 안젤로 에모 가 (via Angelo Emo)와 발도 델리 우발디 길 (via Baldo degli Ubaldi)의 교차로에 위치한 로마 지하철 A선의 역이다. 1999년 5월 29일 개통했다.
이 지하철역은 발레 아우렐리아 역 바로 아래에 자리잡고 있으며, 라치오 지역 철도(FR3)과 환승 가능하다.

## 시설
발레 아우렐리아 역에는 다음과 같은 시설이 있다.
- 매표기
- 126곳의 파크 앤드 라이드 시설
- 장애인 전용 승차시설
- 엘레베이터
- 에스컬레이터
- 역 감시카메라 (CCTV)

## 역 주변
- 몬테 초치 공원 (Parco di Monte Ciocci)